# 鄭経

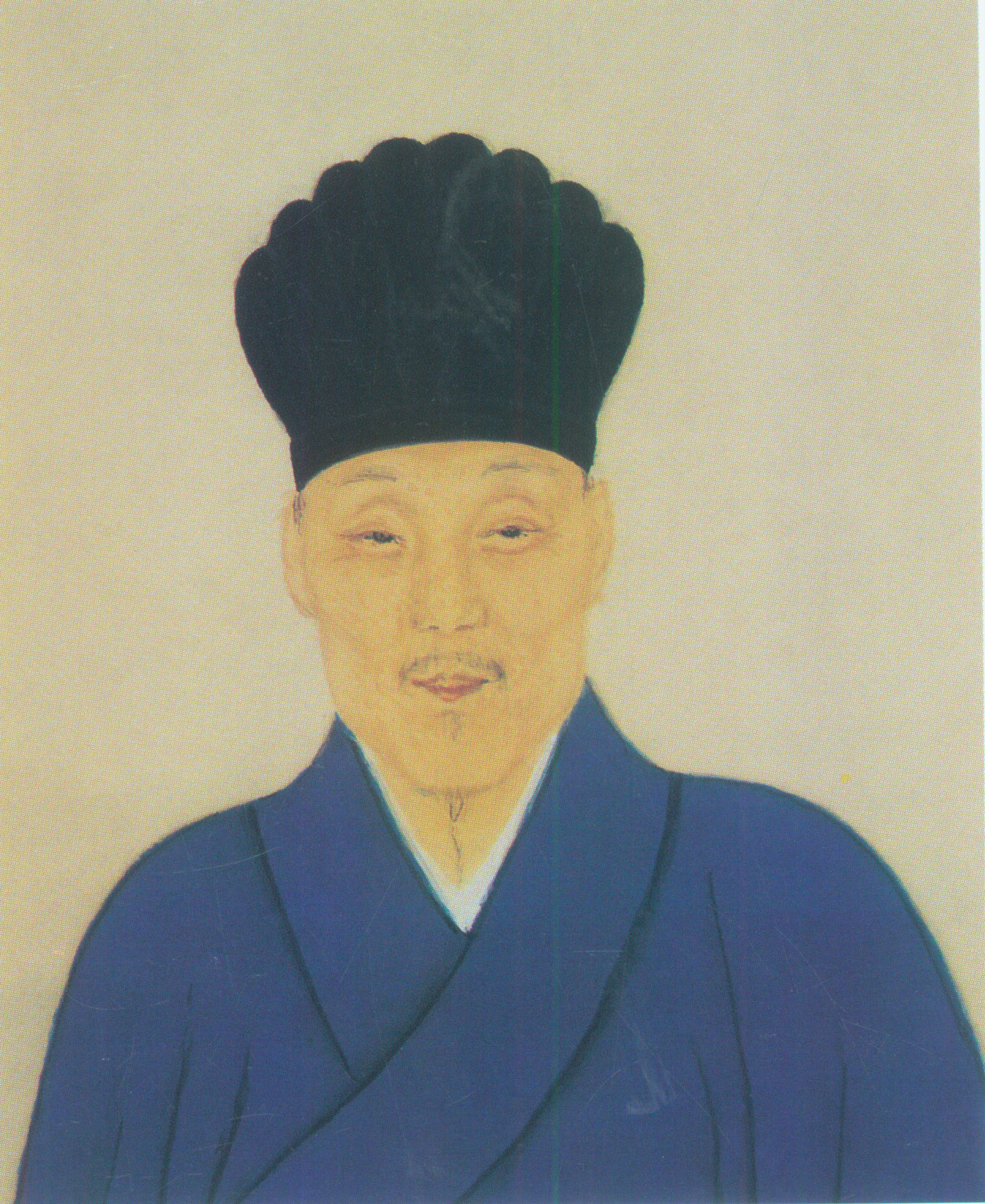

鄭 経（てい けい、拼音：Zhèng Jīng、ウェード式：Cheng Ching、崇禎15年10月2日（1642年10月25日） - 永暦35年1月28日（1681年3月17日））は、中国明・台湾鄭氏政権時代の軍人、政治家。幼名は錦と言い、人は錦舍と呼んだ。字は賢之で、式天と号した。台湾を支配した鄭氏政権の主。

## 生涯
鄭成功の長男として生まれる。1661年に父成功が台湾を攻略した際には廈門の留守を預かった。
翌1662年に父が没した後、後継者を巡り在台湾の政権幹部らが擁立した叔父（鄭芝龍の五男）鄭襲と争ってこれを破り、鄭氏政権を継いだ。彼の政権では、陳永華の功績が大きい。
1663年には父を祀る鄭成功祖廟を現在の台南市に建立している。
1673年から1681年にかけて清を揺るがした三藩の乱にあたっては、呉三桂ら三藩側を支援したものの、戦果なく退いている。
1681年、承天府にて死去。享年40。
鄭経の後は、次男の鄭克塽が継いだが、1683年、施琅率いる清軍に降伏した。
鄭氏の台湾統治は1683年まで続き、合計3代22年の期間に及んだことになる。
なお、父成功は自身の目標である「反清復明」を果たすことなく死去し、また台湾と関連していた時期も短かったが、台湾独自の政権を打ち立てて独立の国とし、台湾開発を促進する基礎を築いたこともまた事実である。そのため、鄭成功と父鄭芝龍、日本人の母田川松、鄭成功の子の鄭経、この3代の歴史の流れを合わせた上で鄭成功という存在は、今日台湾人の精神的支柱「開発始祖」「民族の英雄」として社会的に極めて高い地位を占めている。